# Madame C.J. Walker Manufacturing Company
La Madame C.J. Walker Manufacturing Company (también conocida como la Madame C.J. Walker Manufacturing Co. o The Walker Company) fue una empresa estadounidense fabricante de cosméticos fundada en 1910 en Indianápolis por Madam C. J. Walker. En 1911 Madame C.J. Walker fue listada como la única accionista de la empresa. La Walker Company es más conocida por sus productos cosméticos para afroamericanos en el siglo veinte. La Walker Company es considerada como la más famosa y económicamente exitosa empresa de dueños afroamericanos de principios del siglo veinte. La compañía existió hasta su cierre en julio de 1981.

## Historia

### 1905-1909
Madame C.J. Walker, en ese entonces Sarah Breedlove, concibió la idea para su compañía en Cherry Creek, un próspero pueblo minero en Denver. Walker decía que la "tierra cargada de alcaloides, cuyo contenido de sal que también afectaba a la producción agrícola, absorbía nutrientes del cabello". En 1905, Walker se convirtió en agente de ventas de Annie Malone, una empresaria afroamericana, mientras trabajaba también como cocinera en una pensión. Edmund L. Scholtz, un vendedor de productos farmacéuticos al por mayor de Denver, se ofreció a analizar las fórmulas de Malone para Walker, y le sugirió que "dejara o pusiera un poco más, e hiciera dinero para sí misma".
Cuando Walker consiguió suficiente dinero para renunciar a su trabajo como cocinera, compró un ático que se convirtió en su primer laboratorio, dedicado a la modificación de sus propios productos para el cuidado del cabello basados en los de Malone. Walker vendió sus preparaciones puerta a puerta a lo largo de la compacta comunidad negra en Denver bajo la marca de Roberts and Pope Company. La primera publicidad impresa para sus productos apareció por primera vez en 1906 en The Statesman y mostraba una fotografía frontal y otra de perfil de ella con su cabello alisado y hasta la altura de sus hombros asegurando que el crecimiento había sido fruto de tan solo dos años de tratamiento.
En julio de 1906, Madame logró el éxito por su propia cuenta con su Madam Walker's Wonderful Hair Grower, una loción para el crecimiento del cabello, y se separó de la empresa de Malone, Roberts and Pope Company. Madam viajó desde Pueblo, Colorado hasta Trinidad, luego a Colorado Springs, y de regreso a Denver en donde recibió a su hija Leila. En septiembre de 1906, Leila se hizo cargo de las operaciones del negocio de Madam en Denver. Para mayo de 1907, las tensiones y rivalidad entre Malone y Madam llegaron a su punto de ebullición, y The Statesman reportó que Madam discontinuaría el negocio en Denver y planeaba viajar con su esposo por los estados sureños y eventualmente también los norteños al tiempo que empezaba también la venta por correo de sus productos.
A medida que se hacía cada vez más popular, se hizo claro que Madame necesitaría una oficina central temporal para sus operaciones. Pittsburgh, Pensilvania fue elegida debido a su estratégica ubicación. En medio de la crisis económica de Pittsburgh de 1908, Madame abrió un salón de belleza en la Avenida Wylie N.º 2518, junto con un número de otros negocios afroamericanos. Madame también comenzó a entrenar a sus propias agentes de ventas que aprendieron a mostrar puerta a puerta las preparaciones para el cabello de Madame. Madame puso a Lelia a cargo de estas agentes, mientras Madame se dirigió al oeste a Ohio. A sus 23 años, Lelia fue enviada a Bluefield, Virginia Occidental, para investigar nuevos mercados.

### 1910–1911
En enero de 1910, Madame y su esposo viajaron a Louisville, Kentucky, en donde Madame ofreció acciones al Reverendo Charles H. Parrish y a Alice Kelly. La pareja sugirió a Madame que escribiera a Booker T. Washington para recibir apoyo para su compañía. Madame le escribió a Washington, solicitando su ayuda para recolectar $50.000 para crear una sociedad anónima. Washington respondió deseándole éxito, pero no le ofreció su ayuda.
Madame y su esposo llegaron a Indianápolis, Indiana el 10 de febrero de 1910. Tras asentarse en la residencia del Dr. Joseph Ward en la Avenida Indiana, el centro cultural afroamericano de Indianápolis, Madame abrió un salón en su hogar en donde recibía a agentes de ventas y clientas. Entre febrero y abril de 1910, Madame expandió su base de clientes. La estrategia más exitosa de Madame fue el marketing a varios niveles.
Para agosto de 1910, Madame contaba con 950 agentes de ventas y miles de clientas en el salón. Con su base de clientes en crecimiento, buscó a dos abogados de Indianápolis, Freeman Ransom y Robert Lee Brokenburr. En el verano de 1910, Madame le pidió a Brokenburr que prepare los artículos de incorporación para la Madame C.J. Walker Manufacturing Company of Indiana. La misión de la compañía era la de "vender preparaciones para el crecimiento del cabello y la cura de enfermedades del cuero cabelludo y productos de belleza". Madame, su esposo, y su hija fueron nombrados como los únicos miembros de la junta directiva.
En noviembre, con fondos de su negocio de venta por correo y el salón, Madame compró una casa de ladrillo en la Calle North West 640. Para diciembre, Madame había añadido dos cuartos más y una tina, y tenía planes para agregar una fábrica, un laboratorio y un salón de belleza. Según los documentos de constitución de Brokenburr, el edificio de la Calle North West sería llamado la Madam C.J. Walker Manufacturing Company of Indiana.